# Xã Benton, Quận Wayne, Missouri
Xã Benton (tiếng Anh: Benton Township) là một xã thuộc quận Wayne, tiểu bang Missouri, Hoa Kỳ. Năm 2010, dân số của xã này là 3.796 người.